# Inflation im Paradies

Inflation im Paradis est un film allemand réalisé par Susanne Blänkner, Nikolai Müllerschön (en), Wolfgang Rühl et Richard L. Wagner, et sorti en 1983.

## Synopsis
Depuis toujours le glacier Capri, situé sur la Leopoldstrasse à Munich, sert les passants qui viennent au parc.

## Fiche technique
- Réalisation : Susanne Blänkner, Nikolai Müllerschön, Wolfgang Rühl et Richard L. Wagner
- Scénario : Susanne Blänkner, Nikolai Müllerschön, Wolfgang Rühl et Richard L. Wagner
- Production : Barbara Moorse Workshop
- Musique : Joachim Witt
- Image : Bernd Heinl
- Durée : 93 minutes
- Date de sortie :
  - Allemagne de l'Ouest : 5 mai 1983

## Distribution
- Angelica Böck
- Karlheinz Böhm
- Alexandra Curtis
- April De Luca
- Pietro Giardini
- Christine Kaufmann
- Daniela Lünch
- Eleonore Melzer
- Ian Moorse
- Anton Pfeffer
- Dieter Rozowski : Rudolf
- Wolfgang Scherer
- Anja Schüte